# 常見
常見（じょうけん）とは、仏教用語で、「アートマン（自我：霊魂）」は永遠に続くもので不滅である（常住;sassata）とする見解のこと。常住論（sassatavādā）ともされ、邪見のひとつ。反対語は断見（だんけん）。
原始仏教、つまり釈迦が在世の頃にあった六十二見のうちの1つで、この世界・世間やアートマン（梵我）が永遠に存続すると主張したものである。「見」（ディッティ,dṛṣṭi）とは見解・意見・見方のこと。
人の一生・人生はこの世の一回限りであるが、死後もこの世界においてアートマンという固定の実体が不滅で永続するものであると肯定する見解をいう。梵網経では「我と世界は常住である。死後山頂の如く不動で石柱の如く固定したものである」などと述べている。
常見の反対語は断見といい、この世は有限で永遠のものではないという見方（断滅論, ucchedavādā）であるが、仏教ではこれらに同せず無記を説き、両方の偏った見方に依らない、不断不常の中道を宗旨とした。
なお、大乗仏教の教義が発展すると、不断不常の中道から、対立する見解とは違う次元で、如来我すなわち仏性の常住を説くようになった。

## 抜粋
六師外道の一人である、パクダ・カッチャーヤナの説を取り上げる。

Santi bhikkhave eke samaṇabrāhmaṇā sassatavādā sassataṃ attānañca lokañca paññāpenti catūhi vatthūhi.

...(中略)... So evamāha: 'sassato attā ca loko ca vañjho kūṭaṭṭho esikaṭṭhāyiṭṭhito. Teva sattā sandhāvanti saṃsaranti cavanti upapajjanti, atthitveva sassatisamaṃ. ....
比丘たちよ、一部の沙門婆羅門たちは常住（sassata）論者であり、四つの根拠から、我（アートマン）と世間（loka）は恒常であると説く。

...(中略)... 常住論者はこのように主張する。我と世間とは恒常である。無力で実を結ばず、山頂の如く不動で、石柱のように安立している。そして衆生らは、流転し、輪廻し、死に、再生するが、しかし永遠に存在しつづける...
—パーリ仏典, 長部 梵網経, Sri Lanka Tripitaka Project